# 241528 Tubman
241528 Tubman este o planetă minoră (asteroid), cu un diametru de 7,115 km, din Outer Main Belt⁠(d). A fost descoperită pe 8 februarie 2010 la Wide-field Infrared Survey Explorer⁠(d) de Wide-field Infrared Survey Explorer⁠(d). 
Obiectul prezintă o orbită caracterizată de o semiaxă mare de 3,9652904943343 UAi, o excentricitate de 0,14, o înclinație de 3,6 ° în raport cu ecliptica.